# 周永元
周永元(1935年5月—是一位中国纺织工业专家，中国纺织大学（今东华大学）前校长。

## 生平
1935年出生于浙江镇海（宁波）人。1990年-1995年1月，担任中国纺织大学校长。

## 著作
专著：
- 《纺织上浆疑难问题解答》，ISBN 750643453，中国纺织出版社出版
- 《机织浆料学》，1964年，为中国纺织技术领域的早期经典中文教材
- 《浆料化学与物理》，1985年，纺织工业出版社出版

代表论文：
- 《新型纤维上浆和纺织浆料新情况》
- 《纺织经纱上浆的进展和建议》
- 《纺织浆料现状与发展》
- 《丙烯酸类浆料的性能和应用》

译著：
- 《变性淀粉的性能与应用》，合译